# Joaquín Peralta y Pérez de Salcedo
Joaquín Peralta y Pérez de Salcedo   (la Corunya, 1823 - Madrid, 15 de febrer de 1876) fou un militar i polític gallec. Brigadier en 1868, havia estat diputat per Pontedeume en 1858. Participà en la revolució de 1868 i ascendí a mariscal de camp. A les eleccions generals espanyoles de 1869 fou elegit diputat per Castuera i fou nomenat capità general de Madrid. El 1871-1872 fou Capità General de les Illes Balears i a les eleccions generals espanyoles d'agost de 1872 fou elegit diputat per Inca en substitució de Joaquim Fiol i Pujol. En la legislatura 1872-1873 fou escollit senador per Conca.